# 韓元吉
韓元吉（1118年—1187年），字無咎，號南澗翁，開封雍丘（今河南省杞縣）人。
南宋時遷居信州上饒（今江西）。早年師事尹焞，後舉進士，授官南劍州主簿。紹興二十八年（1158年），知建安縣。乾道元年（1165年），為江南東路轉運判官。曾出使金國。官至吏部尚書。封潁川郡公。晚年寓居信州。淳熙十四年（1187年）卒。著有《南澗甲乙稿》七十卷，清初已佚，四庫館臣自《永樂大典》輯出二十二卷。有子韓淲。